# Милош Луковић
Милош Луковић (1850 — 1908) био је српски политичар. Луковић је био председник слишанске општине и учесник српско-бугарског рата.

## Биографија
Рођен је 1850. године у селу Старче, у Горњој Морачи, од оца Божа Бојића. Милош и његови сродници доселили су се у Гајтан 1879. године. Био је угледан и писмен човек у Горњој Јабланици. Истакао се као председник Слишанске општине 1906—1908. године. Помагао је досељеницима из Црне Горе и Херцеговине око насељавања и превођења имања. Посебно се побринуо око обезбеђивања насељеничких села од честих напада Арбанаса са Косова. Учествовао је у српско-бугарском рату 1885. године и у политичком животу у Горњој Јабланици. Становници Гајтана, Леца, Дренца, Слишана, Бучумета, Боринца, Мајковца, Ображде и Свињарице ценили су и поштовали Луковића. Када је Милош 1908. године умро, становници поменутих села дошли су у Гајтан да испрате свог предеседника до његове вечне куће. Старији не памте да је било тако великог испраћаја покојника.